# マラソンマン
マラソンマン（Marathon Man）はウィリアム・ゴールドマンが1974年に出版したサスペンス小説。続編に『ブラザーズ』がある。

## あらすじ
アウシュヴィッツ強制収容所の元ナチス親衛隊の歯科医セル博士（現在ウルグアイ在住）が、必要があって米国の銀行から多量のダイヤモンドを内密に国外に持ち出そうとした。この試みは結果として秘密情報機関（暗号名「師団」）が関係したものであった。この企てに、コロンビア大学でマッカーシズムを研究しているマラソン好きの大学院生・ベーブが巻き込まれていく。

## 日本語訳
- マラソン・マン ウィリアム・ゴールドマン(著), 沢川進 (翻訳) 早川書房 (Hayakawa novels) 1975
- マラソン・マン ウィリアム ゴールドマン(著) 、 沢川進翻訳　早川書房 (ハヤカワ文庫 NV 328) 1983/8/1
- マラソン・マン ウィリアム・ゴールドマン(著) 、 沢川進翻訳 早川書房 (ハヤカワ文庫 NV (1085))　2005/6/9

## 映像化
1976年、ベーブ役をダスティン・ホフマン、そしてセル博士をローレンス・オリヴィエ主演で映画化された。オリヴィエはこの作品でアカデミー助演男優賞にノミネートされ、同じジャンルでゴールデングローブ賞を授与された。詳細は『マラソンマン (映画)』を参照。
　